# فيكتور إيوان بوبا
فيكتور إيوان بوبا (بالرومانية: Victor Ion Popa)‏ هو كاتب روماني، ولد في 29 يوليو 1895 في بيرلاد في رومانيا، وتوفي في 30 مارس 1946 في بوخارست في رومانيا.

## وصلات خارجية
- فيكتور إيوان بوبا على موقع ديسكوغز (الإنجليزية)